# Клермонт (Калифорнија)
Клермонт (енгл. Claremont) град је у америчкој савезној држави Калифорнија. По попису становништва из 2010. у њему је живело 34.926 становника.

## Демографија
Према попису становништва из 2010. у граду је живело 34.926 становника, што је 928 (2,7%) становника више него 2000. године.
| Група             | 2000.          | 2010.          |
| Белци             | 22.098 (65,0%) | 20.568 (58,9%) |
| Афроамериканци    | 1.692 (5,0%)   | 1.651 (4,7%)   |
| Азијати           | 3.912 (11,5%)  | 4.564 (13,1%)  |
| Хиспаноамериканци | 5.221 (15,4%)  | 6.919 (19,8%)  |
| Укупно            | 33.998         | 34.926         |